# The Cake Eaters
The Cake Eaters és una pel·lícula estatunidenca dirigida per Mary Stuart Masterson i estrenada el 2007.

## Argument
La pel·lícula conta la història de Georgia (Kristen Stewart), una jove adolescent que està a punt de morir i que somia enamorar-se. En el transcurs de la història, es troben implicades dues famílies, una reunió que evoca vells fantasmes i les preguntes que han hagut d'abordar.

## Repartiment
- Kristen Stewart: Georgia
- Aaron Stanford: Dwight "Beagle" Kimbrough
- Bruce Dern: Easy
- Elizabeth Ashley: Marg
- Jayce Bartok: Guy
- Miriam Shor: Stephanie
- Talia Balsam: Violet
- Jesse L. Martin: Judd
- Melissa Leo: Ceci
- Marylouise Burke: Babe
- E.J. Carroll: Vito
- Tom Cavanagh: Lloyd